# Silet
Silet is een dorp in de gemeente Abalessa, in de Algerijnse provincie Tamanrasset. Het is gelegen aan de rijksweg N55a, 38 kilometer ten zuidwesten van Abalessa en 100 kilometer ten westen van Tamanrasset. Het dorp is gelegen in het Ahaggargebergte.